# 夏立华
夏立华（1960年—），女，黑龙江勃利人，汉族，中华人民共和国政治人物、第十二届全国人民代表大会黑龙江地区代表。
毕业于哈尔滨师范大学汉语言文学专业，加入中国共产党，担任黑龙江省团委书记。2012年1月夏立华当选大庆市市长。2013年，被选为全国人大代表。2015年6月，转任黑龙江省人社厅厅长。